# 阿里·薩利赫

阿里·薩利赫領導的全國執行委員會旗幟。

阿里·薩利赫（法語：Ali Soilih Mtsashiwa，1937年1月7日—1978年5月29日）是葛摩社會主義政治人物。1976年1月3日—1978年5月13日期间出任科摩罗第三任国家元首。阿里·薩利赫最终被流亡的前總統僱用法國傭兵發動軍事政變推翻，軟禁在家後企圖逃走期間被傭兵守衛發現槍殺。